# Ганиева, Виктория Фердинатовна
Виктория Фердинатовна Ганиева (2019—2022 — Панасенко; бел. Вiкторыя Фердинатаўна Ганиева (Панасенка); род. 26 апреля 1996, Новополоцк, Витебская область, Беларусь) — белорусская волейболистка, либеро, мастер спорта Республики Беларусь.

## Биография
Родилась в семье хоккеиста Фердината Ганиева, выступавшего за нижнетагильский «Спутник» и новополоцкий «Химик». Волейболом начала заниматься в новополоцкой СДЮСШОР № 2 у тренера И.В.Бондарь. Выступала за новополоцкую «Дружбу» в качестве связующей, а после перехода в 2016 году в ВК «Минчанка» сменила игровое амплуа на либеро. С 2023 выступала за «Заречье-Одинцово», а в 2025 заключила контракт с ВК «Динамо» (Москва).
В составе минской команды 6 раз выигрывала «золото» чемпионата Беларуси, 5 раз — Кубок и 4 раза — Суперкубок страны. В 2018 стала серебряным призёром Кубка Европейской конфедерации волейбола, где в финале «Минчанка» уступила турецкому «Эджзаджибаши».
С 2018 года выступает за национальную сборную Беларуси, приняв участие в её составе в чемпионате Европы 2021 и дважды — в розыгрышах Евролиги (2018 и 2021).

## Игровая карьера
- ...—2015 —  «Дружба» (Новополоцк);
- 2015—2016 —  «Минчанка»-2 (Минск);
- 2016—2023 —  «Минчанка» (Минск);
- 2023—2025 —  «Заречье-Одинцово» (Московская область);
- с 2025 —  «Динамо» (Москва).

## Достижения
- 7-кратная чемпионка Беларуси — 2017—2023.
- 5-кратный победитель розыгрышей Кубка Беларуси — 2016, 2018—2021;
  - серебряный призёр Кубка Беларуси 2022.
- 4-кратный обладатель Суперкубка Беларуси — 2016—2019.
- бронзовый призёр чемпионата России 2025.
- бронзовый призёр розыгрыша Кубка России 2025.
- серебряный призёр розыгрыша Кубка Европейской конфедерации волейбола 2018.